# I Have Lost...
I Have Lost... – drugi album gothic metalowej grupy Mortal Love. Kontynuuje trylogię rozpoczętą przez album All the Beauty....

## Lista utworów
1. Existence (6:08)
2. Serenity (3:06)
3. Spine (5:14)
4. Adoration (6:01)
5. Senses (3:49)
6. Empathy (4:03)
7. Reality (8:38)
8. Sanity (4:15)
9. Identity (4:43)
10. Hope (4:18)
11. Memory (4:20)
12. Everything (3:43)